# Scărișoara Nouă
Scărișoara Nouă – wieś w Rumunii, w okręgu Satu Mare, w gminie Pișcolt. W 2011 roku liczyła 456 mieszkańców. 